# Oxyrhopus clathratus
Oxyrhopus clathratus também conhecida como falsa-coral, é uma espécie da família Colubridae encontrada por toda região da Mata Atlântica (Minas Gerais, Rio Grande do Sul, Bahia, Espírito Santo, Paraná, Rio de Janeiro, Santa Catarina, São Paulo).
Possui entre meio metro e um metro de comprimento com uma cauda entre 15% e 30% de seu comprimento e massa entre 100 e 250 gramas. São ovíparos, terrícolas, de hábitos noturnos, e se alimentam de roedores e lagartos.